# Церковь Космы и Дамиана (Логдуз)
Церковь Космы и Дамиана — православный храм в деревне Логдуз, Бабушкинского района Вологодской области, построенный во второй половине XIX века и изначально представлял из себя часовню. Церковь Космы и Дамиана является объектом культурного наследия регионального значения.

## История храма
В деревне Логдуз Бабушкинского района Вологодской области  в память о спасении Царской семьи при крушении поезда 17 октября 1888 года была возведена на средства прихожан деревянная часовня в честь святых бессребренников Косьмы и Дамиана. 3 октября 1895 года часовня полностью уничтожена пожаром, но была быстро восстановлена. Позднее часовня была приписана к Благовещенской Ляменгской церкви, в дальнейшем стала считаться церковью.
В изначальном варианте церковь была очень оригинальная и красивая. Купола были выкрашены в зелёный цвет, а деревянная обшивка колокольни и купола – в бело-красный. На луковках были нарисованы звезды. Вокруг храма были высажены берёзки. Освещение храма состоялось в день Асийских Косьмы и Дамиана, именно с той поры в деревне престольный праздник отмечается зимой - 14 ноября. Здесь при церкви работала и церковно-приходская школа. 
В 1930 году при советской власти храм был закрыт. Священнослужителя сослали в Печору. Кресты были сброшены. Только один, на шпиле, самый высокий, остался, так как был недосягаем. Его и сейчас можно увидеть над храмом. В 1936 году большие колокола были отправлены на переплавку, а маленькие колокольчики разошлись по населению. Церковное имущество было определено для хранения в амбаре, позже всё было отдано местным жителям. В здании церкви была организована работа клуба, который действовал до 1973 года. Здесь же разместили и кинобудку, прорубив вторые двери с южной стороны. Ближе к концу советской эпохи в помещении был организован склад для хранения муки, зерна и даже газовых баллонов. Здание быстро обветшало и требовало ремонта.

## Храм сегодня
В начале 2000-х годов по инициативе местных жителей и выходцев из этих мест начался сбор средств для проведения реставрационных работ в церкви. Была отремонтирована крыша и покрыта новым железом, установлен небольшой купол. На среднем куполе воздвигнут новый крест. В здании были вставлены, остеклены рамы, сооружены решётки, смонтирована новая железная печь. Косяки и прогнившие фрагменты в стенах пришлось заменить. Колокольня была отремонтирована и возведена новая лестница на нее. Проведено электричество. Демонтировано старое входное крыльцо и построено новое.
В праздник Крещения сюда в храм были доставлены новые отлитые колокола. Семь колоколов разного размера и массы. Самый большой весит более 130 килограммов. 

## Святыни
Сохранена храмовая икона святых Косьмы и Дамиана. Сейчас она готовится к передаче в приход, а пока находится в семье, которая через сложный период и невзгоды сохраняла реликвию.